# 10. ceremonia wręczenia nagród Stowarzyszenia Nowojorskich Krytyków Filmowych
10. ceremonia wręczenia nagród Stowarzyszenia Nowojorskich Krytyków Filmowych – odbyła się w 1945. Ogłoszenie laureatów miało miejsce 27 grudnia 1944. Podczas gali wręczono nagrody w czterech kategoriach – dla najlepszego filmu, reżysera, aktora i aktorki. Przyznano również nagrodę specjalną.

## Laureaci i nominowani
Opracowano na podstawie materiału źródłowego:

### Najlepszy film
- Idąc moją drogą
- Witajcie bohatera-zdobywcę
- Wilson

### Najlepszy reżyser
- Leo McCarey – Idąc moją drogą
- Preston Sturges – Witajcie bohatera-zdobywcę i Cud w Morgan’s Creek
- Billy Wilder – Podwójne ubezpieczenie

### Najlepszy aktor
- Barry Fitzgerald − Idąc moją drogą
- Alexander Knox – Wilson
- Bing Crosby – Idąc moją drogą

### Najlepsza aktorka
- Tallulah Bankhead – Łódź ratunkowa
- Ingrid Bergman – Gasnący płomień
- Barbara Stanwyck – Podwójne ubezpieczenie

### Nagroda Specjalna
- Attack! The Battle of New Britain (Stany Zjednoczone)
- Ślicznotka z Memphis: historia latającej fortecy (Stany Zjednoczone)